# Кубок Ірландії з футболу 2002
Кубок Ірландії з футболу 2002 — 82-й розіграш кубкового футбольного турніру в Ірландії. Переможцем втретє став Деррі Сіті.

## Календар
| Раунд        | Дата                                              | Матчі | Клуби   |
| ------------ | ------------------------------------------------- | ----- | ------- |
| Перший раунд | 14 липня 2002                                     | 10    | 42 → 32 |
| 1/16 фіналу  | 25-28 липня 2002, 29-31 липня 2002 (перегравання) | 16+4  | 32 → 16 |
| 1/8 фіналу   | 15-18 серпня 2002, 20 серпня 2002 (перегравання)  | 8+1   | 16 → 8  |
| 1/4 фіналу   | 5-7 вересня 2002, 10 вересня 2002 (перегравання)  | 4+1   | 8 → 4   |
| 1/2 фіналу   | 4-6 жовтня 2002                                   | 2     | 4 → 2   |
| Фінал        | 27 жовтня 2002                                    | 1     | 2 → 1   |

## 1/16 фіналу
| Команда 1            | Рахунок | Команда 2         |
| -------------------- | ------- | ----------------- |
| 25 липня 2002        |         |                   |
| Дандолк              | 2:2     | Шемрок Роверс     |
| Лімерик              | 1:1     | Вотерфорд Юнайтед |
| 26 липня 2002        |         |                   |
| Атлон Таун           | 0:0     | Кілкенні Сіті     |
| Богеміан             | 6:0     | Ґарда             |
| Брей Вондерерз       | 2:0     | Гліб Норт         |
| Дроеда Юнайтед       | 1:3     | Деррі Сіті        |
| Гленмор Дандрум      | 0:9     | Корк Сіті         |
| Сент-Патрікс Атлетік | 2:2     | Голвей Юнайтед    |
| УКД                  | 2:1     | Кілдер Каунті     |
| 27 липня 2002        |         |                   |
| Фінн Гарпс           | 1:0     | Лідс              |
| Монахан Юнайтед      | 1:0     | Мідлтон           |
| Шелбурн              | 8:0     | Рокмаунт          |
| 28 липня 2002        |         |                   |
| Ранч                 | 1:5     | Лонгфорд Таун     |
| Фейрв'ю Рейнджерс    | 4:1     | Дублін Сіті       |
| Грейстонс            | 0:1     | Слайго Роверз     |
| Малахайд Юнайтед     | 0:1     | Ков Рамблерс      |

Перегравання
| Команда 1         | Рахунок      | Команда 2            |
| ----------------- | ------------ | -------------------- |
| 29 липня 2002     |              |                      |
| Вотерфорд Юнайтед | 2:2 пен. 4:2 | Лімерик              |
| Кілкенні Сіті     | 3:0 дч       | Атлон Таун           |
| 30 липня 2002     |              |                      |
| Шемрок Роверс     | 2:1 дч       | Дандолк              |
| 31 липня 2002     |              |                      |
| Голвей Юнайтед    | 0:1 дч       | Сент-Патрікс Атлетік |

## 1/8 фіналу
| Команда 1            | Рахунок | Команда 2         |
| -------------------- | ------- | ----------------- |
| 15 серпня 2002       |         |                   |
| Деррі Сіті           | 3:0     | Вотерфорд Юнайтед |
| 16 серпня 2002       |         |                   |
| Слайго Роверз        | 0:2     | Брей Вондерерз    |
| Богеміан             | 2:0     | УКД               |
| Сент-Патрікс Атлетік | 2:1     | Шелбурн           |
| 17 серпня 2002       |         |                   |
| Кілкенні Сіті        | 1:0     | Лонгфорд Таун     |
| 18 серпня 2002       |         |                   |
| Монахан Юнайтед      | 1:1     | Корк Сіті         |
| Шемрок Роверс        | 2:0     | Ков Рамблерс      |
| Фейрв'ю Рейнджерс    | 0:2     | Фінн Гарпс        |

Перегравання
| Команда 1      | Рахунок | Команда 2       |
| -------------- | ------- | --------------- |
| 20 серпня 2002 |         |                 |
| Корк Сіті      | 3:0     | Монахан Юнайтед |

## 1/4 фіналу
| Команда 1      | Рахунок | Команда 2            |
| -------------- | ------- | -------------------- |
| 5 вересня 2002 |         |                      |
| Деррі Сіті     | 3:1     | Сент-Патрікс Атлетік |
| 6 вересня 2002 |         |                      |
| Кілкенні Сіті  | 0:1     | Шемрок Роверс        |
| Брей Вондерерз | 0:4     | Богеміан             |
| 7 вересня 2002 |         |                      |
| Фінн Гарпс     | 1:1     | Корк Сіті            |

Перегравання
| Команда 1       | Рахунок | Команда 2  |
| --------------- | ------- | ---------- |
| 10 вересня 2002 |         |            |
| Корк Сіті       | 2:0     | Фінн Гарпс |

## 1/2 фіналу
| Команда 1     | Рахунок | Команда 2  |
| ------------- | ------- | ---------- |
| 4 жовтня 2002 |         |            |
| Корк Сіті     | 0:1     | Деррі Сіті |
| 6 жовтня 2002 |         |            |
| Шемрок Роверс | 2:0     | Богеміан   |

## Фінал
| 27 жовтня 2002 |

| Шемрок Роверс | 0:1 | Деррі Сіті |
| ------------- | --- | ---------- |
|               |     | Койл 47'   |

| Толка Парк, Дублін Глядачів: 10 100 |